# Jefferson Louis
Jefferson Louis (* 22. Februar 1979 in London) ist ein dominicanisch-britischer Fußballspieler. In seiner seit 1996 andauernden Karriere spielte der Mittelstürmer bislang für 39 Vereine, die meist in unterklassigen Ligen vertreten sind.

## Karriere

### Verein
Nachdem seine Familie nach Aylesbury gezogen war, trat Louis für Vereine der Umgebung an. Nach einem halbjährigen Gefängnisaufenthalt  (Louis hatte den Besucher eines Pubs nach einer rassistischen Bemerkung niedergeschlagen) wurde er 2005 erstmals Vertragsspieler, beim damals in der Third Division spielenden Oxford United. Nach guten Leistungen im FA-Cup zeigten auch Erstligaclubs an Louis Interesse, er blieb jedoch in Oxford und wurde mehrmals an andere Vereine ausgeliehen. Im Laufe der Jahre wurde der streitbare und wenig zurückhaltende Jefferson Louis zum Spieler mit den meisten Stationen, auch weil er mit 40 Jahren noch aktiv spielt.
Daneben absolvierte Louis erfolgreich den UEFA-B-Trainerlehrgang und ist verantwortlich für die Jugendnationalmannschaft von Barbados.

### Nationalmannschaft
Im März 2008 wurde er in einem WM-Qualifikationsspiel für die Nationalmannschaft von Dominica gegen die Auswahl von Barbados eingesetzt. Es blieb sein einziger Auftritt für das Team.